# ГЕС Сен-Жорж-де-Комм'є
ГЕС Сен-Жорж-де-Комм'є (фр. Saint-Georges-de-Commiers) — гідроелектростанція на південному сході Франції. Входить до каскаду ГЕС на річці Драк (ліва притока Ізеру, який через Рону належить до сточища Ліонської затоки Середземного моря), що дренує західну частину Альп Дофіне та східну частину Французьких Передальп. Розташована між ГЕС Monteynard-Avignonnet (вище за течією) та ГЕС Champ II.
Водосховище станції об'ємом 34 млн м3 утримує земляна гребля Нотр-Дам-де-Комм'є заввишки 41 метр, завдовжки 350 метрів та завтовшки від 10 до 230 метрів, на спорудження якої пішло 1,37 млн м3 матеріалу.
Машинний зал станції, розташований дещо нижче по долині від греблі, обладнаний двома турбінами типу Френсіс загальною потужністю 60 МВт, які при напорі у 82 метри забезпечують виробництво 265 млн кВт-год електроенергії на рік.
Відпрацьована вода подається далі на ГЕС Champ II.